# Mireya Moreno
Sofía Mireya Moreno Aliste, de nombre artístico Mireya Moreno (Santiago, 17 de octubre de 1931-Santiago, 25 de marzo de 2023) fue una actriz chilena de teatro, cine y televisión. 
Contó con una trayectoria de teatro social en conjunto con su marido, Rubén Sotoconil. En televisión abarcó muchos géneros, incluidas las comedias de popularidad, entre ellas Sucupira (1996), Amores de mercado (2001), Puertas adentro (2003) y Oro Verde (1997), donde interpretó al personaje de «Señora Atractiva» y el cual se convertiría en su papel más recordado durante toda su carrera televisiva.

## Biografía
Entre 1963 y 1964, Moreno y su marido Rubén Sotoconil, viajaron a China, donde fueron recibidos en un banquete por el propio Mao Zedong. Allí, Sotoconil se ofició como traductor del periódico “Pekín Informa” y estrechó relaciones con su perenne camarada, el escritor Francisco Coloane y su esposa Eliana Rojas, además de otros destacados personeros de la delegación chilena.
El férreo compromiso político de ambos, los hizo participar de forma activa en todas las campañas presidenciales de Salvador Allende.
Durante la Dictadura militar (1973-1990), el matrimonio fue acosado y vetado por medio de la promulgación de ‘listas negras’ que traficaban de modo subrepticio por los canales de televisión y radios. La cesantía, como a buena parte de la sociedad, arreciaba a la familia Sotoconil-Moreno. Ante la hostilidad de los acontecimientos, decidieron dedicarse a labores nunca antes exploradas: la venta de ropa usada. Para ello implementaron un precario puesto en Plaza Egaña, con objeto de, además, recaudar fondos para familiares de detenidos y los mismos asilados. Entretanto, dos células del Partido Comunista continuaban activando de forma permanente en su residencia de La Reina, sin comunicación entre sí. Moreno trabajó sin cesar en comisiones de cultura y asilo, ocultando a muchos militantes en su hogar.
En 1981, junto a su marido, fundaron el Teatro Familia de Barrio (Tafaba). Moreno trabajó con la premisa de llevar el teatro a la gente, actuando en casas, barrios, parroquias, centros culturales, sedes sociales y cualquier lugar propicio para compartir su arte con el público hasta 1991.
Su paso por el teatro popular le abrió la oportunidad para actuar en cine y televisión a partir de 1990. 
En televisión es reconocida por interpretar diversos personajes secundarios de características picarescas y populares en telenovelas chilenas como; Sucupira (1996), Oro verde (1997), Sucupira, la comedia (1998), Aquelarre (1999), Santo ladrón (2000), Amores de mercado (2001), Puertas adentro (2003) y Martín Rivas (2010). Logró popularidad por su papel de Atractiva Sepúlveda en Oro verde de 1997, transformándose en «Icono pop» de las nuevas generaciones.
Sus últimas actuaciones fueron en la serie El reemplazante (2012-2013) y en la película La pasión de Michelangelo (2013).
El 26 de marzo de 2023, Mireya Moreno muere a los 91 años, por el momento se desconoce su causa de muerte.

## Vida personal
Su hermano Pablo Moreno Aliste es profesor. Estuvo casada con el laureado actor y director de teatro, Rubén Sotoconil (n. 1916-f. 2002), con quien tuvo a tres hijos, entre ellos, la también actriz Mireya Sotoconil (n. 1963). Su nieta es la historiadora e investigadora, Araucaria Rojas Sotoconil.

## Filmografía
| Películas | Películas                                         | Películas                               | Películas          |
| Año       | Título                                            | Personaje                               | Director           |
| --------- | ------------------------------------------------- | --------------------------------------- | ------------------ |
| 1990      | Caluga o menta                                    | Pastelera nortina                       | Gonzalo Justiniano |
| 2005      | Alberto: ¿Quién sabe cuánto cuesta hacer un ojal? | Ernestina Gallardo                      | Ricardo Larraín    |
| 2009      | La Gabriela                                       | Doña Isabel, abuela de Gabriela Mistral | Rodrigo Moreno     |
| 2011      | La lección de pintura                             | Mujer                                   | Pablo Perelman     |
| 2013      | La pasión de Michelangelo                         | Beatriz                                 | Esteban Larraín    |
| 2015      | Alejarse (cortometraje)                           | Abuela                                  | Andrés Eyzaguirre  |

## Televisión
| Año  | Título                  | Papel               | Notas                      |
| ---- | ----------------------- | ------------------- | -------------------------- |
| 1990 | El milagro de vivir     | María Ochoa         | ¿? episodios               |
| 1991 | Volver a empezar        | Ninfa               | Elenco principal           |
| 1992 | Trampas y caretas       | Madame Zaida        | ¿? episodios               |
| 1994 | Rojo y miel             | —                   | ¿? episodios               |
| 1996 | Sucupira                | Flor Gallardo       | ¿? episodios               |
| 1997 | Oro Verde               | Atractiva Sepúlveda | ¿? episodios               |
| 1999 | Aquelarre               | Ruperta Chávez      | Elenco principal           |
| 2000 | Santo ladrón            | Carmen Castro       | Elenco principal           |
| 2001 | Amores de mercado       | Corina Ahumada      | Elenco principal           |
| 2002 | El circo de las Montini | Marta Peña          | ¿? episodios               |
| 2002 | Purasangre              | Zulema              | ¿? episodios               |
| 2003 | Puertas Adentro         | Luisa Sanfuentes    | Elenco principal           |
| 2003 | Pecadores               | Yacolén             | ¿? episodios               |
| 2006 | Cómplices               | Sara                | ¿? episodios               |
| 2007 | Montecristo             | —                   | ¿? episodios               |
| 2008 | Viuda Alegre            | Marta Leiva         | Elenco principal           |
| 2008 | Mala Conducta           | Menchu Valdivia     | ¿? episodios               |
| 2009 | Los Exitosos Pells      | Juana               | Sin acreditar; 3 episodios |
| 2010 | Martín Rivas            | Etelvina Pérez      | Elenco principal           |
| 2011 | La Doña                 | Sayén               | Sin acreditar; 1 episodio  |

### Series y miniseries
- Corín Tellado: Mis mejores historias de amor  (TVN, 1990) - Dorotea
- Las historias de Sussi  (TVN, 1997)
- Sucupira, la comedia (TVN, 1998) - Flor de Gallardo
- Gracias por la vida (TVN, 2000) - Abuela de Ekaterina y Mauricio
- Heredia y asociados (TVN, 2005)
- Raspando la Olla (TVN, 2005)
- Los 80 (Canal 13, 2009) - Vecina de Gabriel
- Vida por vida (Canal 13, 2012) - Abuela de Nicolás
- El reemplazante (TVN, 2012-2013) - Abuela Mirta

## Teatro
Ha actuado en más de 50 obras de teatro.
- La noche de Madame Luciene en el Ictus.
- Rayados (2003)
- Casa de muñecas (2011) - Ana María